# Safi (rapper)
Sevi Geerts (Borgerhout, 24 mei 1990), artiestennaam Safi, is een Belgische songwriter, rapper, zanger en producer die in 2012 doorbrak als de helft van het rapduo Safi & Spreej met Christophe Caboche. Safi & Spreej brachten samen drie albums uit, waarna beide rappers hun eigen weg insloegen.

## Levensloop
Safi werd geboren in Bonheiden, maar spendeerde het grootste deel van zijn jeugd in Mechelen. Op 15-jarige leeftijd ontdekte hij zijn talent voor rappen en het schrijven van teksten. In 2012 kon hij van zijn hobby zijn beroep maken toen hij Christophe "Spreej" Caboche ontmoette en ze na een spontane samenwerking het hiphop-duo Safi & Spreej leven inbliezen.
Safi & Spreej brachten samen drie albums uit. Trots, hun derde album, kwam op nummer 3 de Ultratop binnen. Het duo scoorde met een aantal singles in de hitlijsten en toerde verschillende keren langs de grootste Belgische zalen en festivals, onder andere twee keer op Pukkelpop. Naast België konden Safi & Spreej ook optreden in Nederland, Frankrijk, Spanje, Zuid-Afrika en Japan. In 2016 besloot het duo uit elkaar te gaan om de focus te verleggen naar hun solo-carrières, die ze oorspronkelijk beiden voor ogen hadden maar die ze on hold hadden gezet vanwege het onverwachte succes als groep.
In september 2016 bracht Safi zijn eerste single als solo-artiest uit, Fine, die 13 weken in de Vlaamse top 50 van Ultratop stond. In nummers als Schoonheid, Beetje Liefde en Gewoon Nu met Ares zocht en vond Safi een eigen geluid. Eens hij dat ontwikkeld had ging hij zich richten op een eerste solo-album, dat op 16 maart 2018 uitkwam met de titel Bewust. Met een eerste soloalbum onder de arm kon Safi, nu op eigen houtje, opnieuw op Pukkelpop spelen. Op 4 oktober 2019 verscheen de ep B L E U, met onder meer de single BANG. Nadien scoorde hij nog de Afrekening-hits Gewoon Ruben (een postuum eerbetoon aan de jonge rapper Ruben Haegens) en Niemand anders nodig.

## Discografie[4]
| Album met hitnotering(en) in de Vlaamse Ultratop 200 albums | Datum van verschijnen | Datum van binnenkomst | Hoogste positie | Aantal weken | Opmerkingen |
| ----------------------------------------------------------- | --------------------- | --------------------- | --------------- | ------------ | ----------- |
| Bewust                                                      | 16-03-2018            | 24-03-2018            | 26              | 3            |             |

| Single met hitnotering(en) in de Vlaamse Ultratop 50 | Datum van verschijnen | Datum van binnenkomst | Hoogste positie | Aantal weken | Opmerkingen      |
| ---------------------------------------------------- | --------------------- | --------------------- | --------------- | ------------ | ---------------- |
| Fine                                                 | 02-09-2016            | 17-09-2016            | Tip29           | -            |                  |
| Schoonheid                                           | 28-11-2016            | 24-12-2016            | Tip             | -            |                  |
| Healers                                              | 31-05-2019            | 08-06-2019            | Tip             | -            |                  |
| Gewoon Ruben                                         | 23-12-2019            | 04-01-2020            | Tip             | -            | met Gewoon Ruben |
| Spijt je later                                       | 24-01-2020            | 08-02-2020            | Tip             | -            | met S!ma         |
| Littekens                                            | 17-04-2020            | 25-04-2020            | Tip             | -            |                  |
| Niemand anders nodig                                 | 12-06-2020            | 20-06-2020            | Tip             | -            |                  |